# Oxandra leucodermis
Oxandra leucodermis är en kirimojaväxtart som först beskrevs av Richard Spruce och George Bentham, och fick sitt nu gällande namn av Johannes Eugen ius Bülow Warming. Oxandra leucodermis ingår i släktet Oxandra och familjen kirimojaväxter. IUCN kategoriserar arten globalt som nära hotad. Inga underarter finns listade i Catalogue of Life.